# یوتاکا تاکه‌نوچی
یوتاکا تاکه‌نوچی (انگلیسی: Yutaka Takenouchi؛ ۲ ژانویهٔ ۱۹۷۱) هنرپیشه اهل کشور ژاپن است. وی از سال ۱۹۹۴ میلادی تاکنون مشغول فعالیت بوده است.
از فیلم‌هایی که وی در آن نقش داشته است، می‌توان به بازخیز گودزیلا و بهترین آرزوها برای فردا اشاره کرد.